# Antonio Miani
Antonio Giuseppe Miani (Milano, 31 luglio 1864 – Domaso, 8 agosto 1933) è stato un generale italiano, che come ufficiale prestò servizio in ambito coloniale, combattendo in Eritrea durante la guerra d'Eritrea e la guerra d'Abissinia, venendo decorato di tre Medaglie d'argento al valor militare.
Rientrato in Patria svolse compiti di guarnigione fino al 1913, quando fu mandato in Libia per organizzare la conquista della regione del Fezzan, che portò a termine entro il marzo 1914, venendo insignito della Croce di Cavaliere dell'Ordine militare di Savoia. Tale occupazione non durò molto, in quanto nel mese di novembre scoppiò una grande ribellione che costrinse le truppe italiane ad abbandonare rapidamente il Fezzan. Rimandato in Libia nel 1915 con il compito di eseguire un'operazione di polizia coloniale nella Sirtica, la sua colonna venne pesantemente sconfitta nella Battaglia di Gasr Bu Hàdi (29 aprile), con ingenti perdite di uomini e materiali. Divenuto capro espiatorio della sconfitta, fu rimandato in Patria, venendo tenuto in disparte fino alla sua messa a riposo d'autorità, avvenuta il 16 giugno 1916. Richiamato brevemente in servizio nel corso del 1917, assumendo l'incarico di comandante del settore della Vallarsa, fu esonerato poco tempo dopo dal generale Luigi Cadorna, non ricoprendo più alcun incarico militare.

## Biografia
Nacque a Milano il 31 luglio 1864, figlio di Giuseppe e Bianca Consolini. Dopo aver frequentato l'Istituto tecnico, il 19 dicembre 1881 si arruolava nel Regio Esercito iniziando a frequentare come Allievo ufficiale la Regia Accademia Militare di Fanteria e Cavalleria di Modena, uscendone con il grado di sottotenente, assegnato all'arma di fanteria, il 23 luglio 1883, dopo aver frequentato il corso di armi e tiro presso la Scuola normale di Parma. Entrato in servizio presso il 9º Reggimento bersaglieri di stanza nei dintorni di Milano, tre anni dopo, promosso tenente, fu mandato in Eritrea assegnato al locale Regio corpo truppe coloniali. Arrivato a Massaua fu subito aggregato al corpo di spedizione, al comando del generale Alessandro Asinari di San Marzano, che aveva il compito di vendicare l'onore delle armi italiane, che erano state sconfitte a Dogali. La spedizione fu infruttuosa, perché ne Ras Alula, ne il Negus Johannes IV, accettarono il combattimento e si ritirarono in Etiopia. Sciolto il corpo di spedizione, egli fu mandato in licenza in Italia, ma ritornò poco dopo in Colonia per partecipare alle definitive operazioni per la conquista dell'Eritrea.
Il 2 giugno 1889 prese parte all'occupazione di Cheren, e il 3 agosto a quelle dell'Asmara, attirando su di sé l'attenzione del governatore della colonia, generale Antonio Baldissera che gli affidò il comando di una compagnia di Àscari e un contingente di irregolari eritrei, con il compito di nei paesi delle tribù degli Habab, dei Beni Amer, dei Baria e dei Baza. Imparò la lingua araba e quella tigrina, dedicandosi anche a studi geologici e a rilevamenti topografici. 
Nel gennaio 1890, coadiuvato dai Beni Amer, dai Baria e dai Baza, conquistò il fortino di Suzennà, presidiato da una banda di predoni abissini, e il 31 maggio successivo al combattimento di Mai Daro. In quello stesso anno fu nominato Residente politico nella regione dei Maria, e nel 1891 di quella dei Beni Amer. Segnalò due volte, giugno 1890, e giugno 1892, al nuovo governatore Oreste Baratieri gli sconfinamenti dei dervisci ai confini tra Eritrea e Sudan. Costituite le bande indigene dei Barca riuscì, verso la fine del 1893, a scoprire che l'emiro Ahmed Alì aveva ammassato ai confini della colonia circa 10 000 armati con l'intenzione di avanzare su Agordat, ed avvisò il colonnello Giuseppe Arimondi. La battaglia scoppiò il 21 dicembre, e lui si distinse particolarmente nel combattimento venendo insignito della prima Medaglia d'argento al valor militare.
Assunto il comando della 3ª Compagnia del Battaglione "Ameglio", non prese parte alla battaglia di Adua, perché quest'ultimo era stato incaricato da Baratieri di occupare il ciglione di Gundet per impedire al Negus Menelik II di poter eventualmente invadere l'Eritrea. Si distinse nei successivi combattimenti di Aga-à e Debra-Matzò (2 e 7 maggio 1896) che valsero la liberazione di Adigrat, venendo decorato con la terza Medaglia d'argento al valor militare. Promosso capitano il 18 ottobre 1896, rimase a prestare servizio in colonia, partecipando ad un successivo scontro con i dervisci, il cui emiro Fadil aveva aggirato la posizione avanzata di Cassala avanzando direttamente su Agordat. Il generale Giuseppe Ettore Viganò, vicegovernatore dell'Eritrea, riuscì a concentrare un'ingente forza militare, e a questo punto Fadil rinunciò ad avanzare e si ritirò verso il Sudan. Ottenuta una licenza straordinaria rientrò in Italia per sposare sua cugina, Laura Miani il 10 aprile 1897. Rientrato subito in colonia, partendo già il 19 maggio, e partecipò alla consegna di Cassala alle forze anglo-egiziane del colonnello Parsons, avvenuta il 25 dicembre. Il 7 febbraio 1898 fu rimpatriato d'autorità, assegnato in forza al 3º Reggimento bersaglieri. Prestò servizio di guarnigione fino al 12 ottobre 1899 quando, nominato Ufficiale dell'Ordine della Corona d'Italia, fu ammesso a frequentare la Scuola di guerra dell'esercito di Torino. Nel 1903 fu assegnato al Corpo di Stato maggiore in forza alla Divisione militare di Livorno, completando nel contempo la sua Carta dimostrativa delle Colonia Eritrea che fu pubblicata dall'Istituto Geografico Militare nel 1905. La morte di suo padre, avvenuta nel 1906, lo costrinse a prendersi un periodo di aspettativa di due anni per seguire la fabbrica di famiglia, le Officine Meccaniche Miani e Silvestri, e in questo periodo prese casa a Domaso, sul lago di Como, dove nacque la sua unica figlia, Elsa.
Richiamato in servizio attivo il 22 maggio 1908, nel mese di settembre dello stesso anno fu promosso maggiore, destinato in servizio presso il Comando della Divisione militare di Milano. Nel 1910 venne trasferito al Corpo di Stato maggiore assumendo l'incarico di Capo di stato maggiore della Divisione militare di Palermo. Il 4 giugno 1912 fu promosso tenente colonnello per meriti eccezionali.

### La campagna di conquista del Fezzan

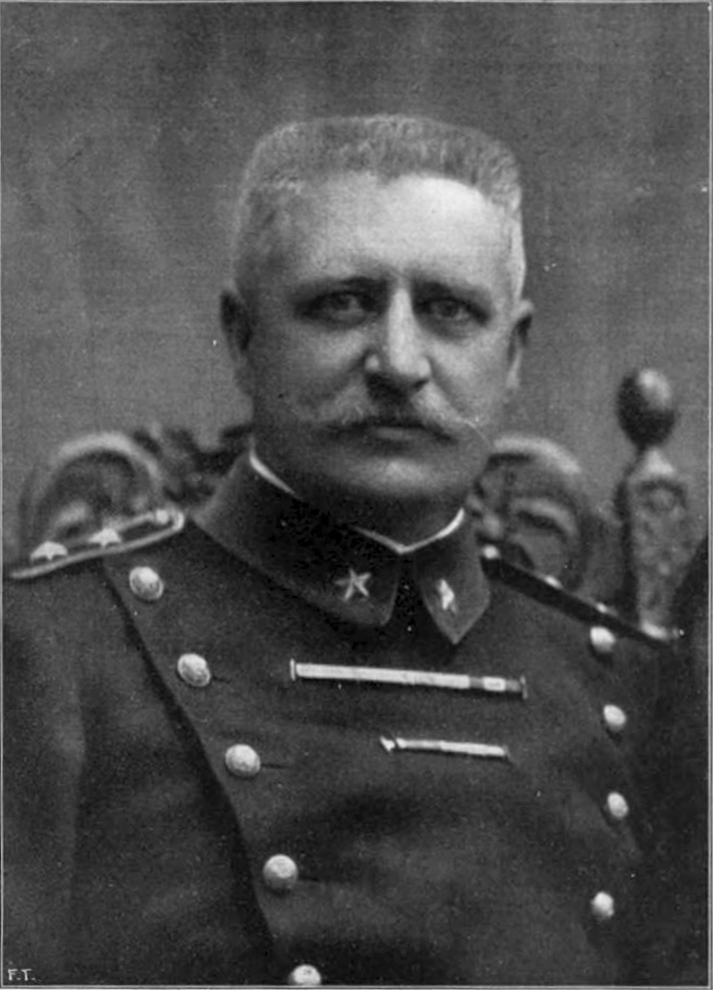
Il tenente colonnello Antonio Miani, celebrato ne L'Illustrazione italiana del gennaio 1914 per la vittoriosa spedizione nel Fezzan.

Nei primi mesi del 1913 il Ministro delle colonie Pietro Bertolini decise che era arrivata l'ora di occupare militarmente la regione del Fezzan, e il nuovo governatore Vincenzo Garioni scelse lui per questo incarico. Il 5 giugno fu trasferito alle dipendenze del Ministero delle Colonie, e assegnato al Regio corpo truppe coloniali della Tripolitania. Arrivato a Tripoli ebbe alcuni incontri, uno con il governatore Garioni che lo avvertì dell'impossibilità materiale di avere eventualmente truppe di rinforzo, e una con l'ufficiale turco Abd el Cader Giami Bey che lo avvertì delle difficoltà a cui sarebbe andato incontro, e della potenza militare delle tribù da assoggettare. Nominato nel frattempo "Commissario governativo incaricato dell'occupazione e del Governo del Fezzan", tra la seconda metà di giugno egli pianificò l'operazione militare, che iniziò ufficialmente il 16 luglio, quando con le sue truppe imbarcate su tre piroscafi lasciarono Tripoli arrivando nelle acque di Misurata il giorno successivo, imbarcando ulteriori truppe e rifornimenti di vario genere. Arrivato davanti a Sirte, il 18 luglio iniziarono le operazioni di sbarco, e da qui partì con le sue truppe il 9 agosto inoltrandosi nel deserto. La colonna era costituita da 1 100 uomini (109 nazionali, e il resto coloniali), 500 famigliari degli ascari, 10 cannoni, 4 mitragliatrici, 4 autocarri e 1 765 cammelli carichi di acqua, munizioni e altri rifornimenti. Dopo 16 giorni la colonna raggiunse Socna, a 300 km dal mare, occupata qualche tempo prima dalle truppe del capitano Antonio Hercolani Gaddi. Il 6 dicembre l'avanzata riprese in direzione di Brach, capoluogo dello Sciati orientale, il 10 sconfisse un piccolo gruppo di nemici a Sceb, e il 13 sconfisse le truppe di Mohammed ben Abdallah, occupando alle 15:30 di quel giorno il castello della città. questo fatto gli valse la promozione a colonnello per meriti straordinari. Il 23 dicembre partì da Brach, dove lasciò un contingente di occupazione, avanzando e occupando Agar, e il giorno successivo avanzò verso Maharuga dove lo aspettavano le truppe di Mohammed ben Abdallah. Nel furibondo combattimento i libici lasciarono sul terreno 250 uomini, tra cui il loro capo, mentre le truppe italiane ebbero 15 ascari morti, tra cui il loro comandante Antonio De Dominicis. L'occupazione di Maharuga, avvenuta alle 17:00 del 1 gennaio 1914 si concluse la prima parte della campagna. Le operazioni ripresero il 16 febbraio quando 500 uomini al suo comando lasciarono Brach in direzione di Sebha, che venne occupata il 25 febbraio, ripartendo il giorno dopo in direzione di Marzuch che fu raggiunta il 3 marzo. L'occupazione della cittadina segnò l'avvenuta sottomissione della regione del Fezzan,  Per questa impresa il 5 giugno 1915 fu insignito della Croce di Cavaliere dell'Ordine militare di Savoia. Nei mesi successivi si occupò di risolvere i problemi logistici, politici, ed organizzativi, creati nella regione con l'occupazione italiana, ma la rivolta araba divampò nel nell'ottobre 1914, tanto che dovette ordinare l'evacuazione dei reparti militari da praticamente tutto il Fezzan, con alcuni di essi obbligati a transitare in territorio algerino, con la benevolenza delle autorità francesi.  Arrivato a Tripoli fu esonerato dal comando, e rimandato in Patria tenuto in posizione di riserva per un possibile reimpiego. Al posto di Garioni venne nominato dapprima il generale Giorgio Cigliana, subito sostituito dal generale Luigi Druetti, a sua volta sostituito qualche tempo dopo dal generale Giulio Cesare Tassoni. Quest'ultimo decise di mantenere le rimanenti posizioni italiane a qualsiasi costo, e d'accordo con il Ministro Ferdinando Martini lo fece nuovamente arrivare in Libia, impiegandolo in un'operazione di polizia coloniale nella Sirtica.

### Il disastro di Gasr Bu Hadi
Arrivato a Misurata (golfo della Sirte) raccolse un totale di 3 000 uomini con 220 cavalli, a cui si aggiunsero altri reparti nazionali, il 4º e il 13º battaglione libico, il 15º battaglione eritreo, per un totale di circa 6 000 uomini. In totale egli disponeva anche di due batterie da 70 mm, di 12 pezzi da montagna e di 12 mitragliatrici Maxim-Vickers, più 2 000 cammelli e 20 muli. 
Il 5 aprile 1915, la colonna lasciò Misurata arrivando quattro giorni più tardi a Bir el Ezzar dove la attendevano le bande Tarhuna e Orfella al comando del maggiore Rosso. Il 14 la colonna si accampò a Bir el-Gheddahia e da lì ripartì verso l'accampamento dei ribelli che si trovava a Gasr Bu Hadi. Sorsero difficoltà di approvvigionamento dell'acqua e con le bande arabe che non volevano allontanarsi dal loro territorio. Il 29 aprile la colonna marciava in direzione di Gasr bu Hàdi, località in cui egli stimava si trovassero 1 500 mujahedin agli ordini dei capi ribelli Safi ed-Din, Ahmed Tuati e Abdalla ben Idris. Le forze italiane che avevano una formazione compatta, rallentata però dalle salmerie, furono pesantemente attaccate da raggruppamenti irregolari di beduini. Essi attaccarono subito le salmerie uccidendo i conducenti, e aggirando i reparti "irregolari" italiani che si sbandarono. Diede subito l'ordine, anche se in ritardo, di sparpagliare le colonne, con il nemico che andò nuovamente all'attacco spingendo i reparti italiani verso una stretta valle. Alla sera il disastro emerse in tutta la sua gravità, con la perdita di 19 ufficiali, 237 soldati nazionali,  e 242 ascari eritrei e libici. I ribelli catturarono 5 000 fucili, circa 3 milioni di cartucce, almeno 6 mitragliatrici, quasi tutti i pezzi da 70 mm e persino la cassa militare. Ferito da due pallottole ritornò a Sirte, dove tre giorni dopo convocò un Tribunale militare straordinario che condannò a morte 13 capi delle bande libiche cui egli stesso aveva affidato posizioni di comando. Considerato dal comando italiano come principale responsabile della disfatta, fu fatto rientrare precipitosamente in Italia, ma non venne sottoposto ad alcun processo.
Scelto come capo espiatorio, il 16 giugno 1916 fu collocato a riposo d'autorità, e richiamato brevemente in servizio nel corso del 1917, assumendo l'incarico di comandante del settore della Vallarsa, fu esonerato poco tempo dopo, non ricoprendo più alcun incarico militare. Passò il resto della sua vita a cercare la riabilitazione, invocando la costituzione di un'apposita commissione d'inchiesta, ferito particolarmente dal giudizio espresso su di lui dal generale Luigi Cadorna, che scrisse: Giammai io credo, nella storia coloniale di tutti i paesi, si riscontra un'impresa così temeraria e intempestiva.
Promosso generale di brigata della riserva, tra il 13 marzo e il 2 settembre 1926 scrisse circa trenta lettere, indirizzate ai generali Cadorna, Guglielmo Pecori Giraldi, Gaetano Giardino, Carlo Porro al generale e sottosegretario al Ministero dell'interno Attilio Teruzzi, al Ministro delle colonie Principe Pietro Lanza di Scalea, e al Ministro della guerra Benito Mussolini, senza successo. Nel 1928 fu nominato Commissario prefettizio di Colico, e si ricordò di lui il Maresciallo d'Italia Pietro Badoglio, che dopo l'occupazione di Murzuch, avvenuta il 24 febbraio 1930, gli indirizzò un telegramma in cui ricordava che lui era stato il primo soldato italiano ad averla conquistata.
Sofferente di cuore si spense a Domaso l'8 agosto 1933, venendo sepolto nel locale cimitero. A nulla valsero i tentativi compiuti dalla vedova dopo la sua morte per ottenerne la piena riabilitazione.

## Pubblicazioni
- Notizie topografiche sul paese dei Maria, Tipografia del Ministero delle Colonie, Roma, 1890.
- Appunti per uno studio geografico militare sulla Colonia Eritrea,

### Annotazioni
1. ↑  Garioni gli affiancò come esperto politico il capitano Antonio Hercolani Gaddi, incaricato di stipulare gli accordi con i capi locali.
2. ↑  Secondo Giami Bey, oltre alle tribù superstiti di Mohammed ben Abdalla, egli avrebbe dovuto affrontare anche le tribù Megarha e Hasauna, che da sole contavano oltre cinquemila fucili.
3. ↑  I due si riconciliarono qualche tempo dopo, con Cadorna che a parole ammise il suo errore di valutazione dei fatti, e gli suggerì di chiedere la convocazione di un'apposita commissione d'inchiesta che egli stesso avrebbe caldeggiato.

### Fonti
1. 1 2 3 4 5 6 7 8 9 10 11 12 13 14 15 16 17 18 19 20 21 22 23 24 25 26  Angelo Del Boca, La disfatta di Gasr bu Hàdi, A. Mondadori Editore, Milano, 2014.
2. ↑  Beltrami 2013, p. 213.
3. ↑  Tuccari 1994, p. 113.
4. 1 2 3 4 5 6  Arseni 2008, p. 23.
5. 1 2 3 4 5 6 7 8 9  Arseni 2008, p. 24.
6. ↑  Soave 2001 1936, pp. 311-321.
7. 1 2  Beltrami 2013, p. 218.
8. 1 2 3 4 5 6 7 8 9 10 11  Beltrami 2013, p. 219.
9. 1 2  Del Boca 2011, p. 139.
10. 1 2 3  Del Boca 2011, p. 140.
11. ↑  Sito web del Quirinale: dettaglio decorato.